# 日本弁護士連合会が支援する再審事件
日本弁護士連合会が支援する再審事件（にほんべんごしれんごうかいがしえんするさいしんじけん）は、日本弁護士連合会が一定の基準の下に支援する再審事件の一覧である。
日本弁護士連合会は、基本的人権を著しく侵害するもののひとつが冤罪事件であることに鑑み、次の基準を満たした事件を、人権侵犯事件として特に支援することとしている。
- 冤罪事件である可能性がある
- 無罪等を言い渡すべき明らかな新証拠を入手する可能性がある
- 日弁連がその救済に取り組むべき相当性、必要性がある

なお、日本弁護士連合会が支援する再審事件が、冤罪ではなく確定判決の内容通り有罪だったと社会的に認知される形で支援を取り下げた例は一度もない。

## 再審請求事件
日本弁護士連合会が支援する、現在再審請求中の事件は次のとおりである（2024年現在、事件発生順）
。
事件名が太字となっている事件は、再審開始決定が出されたが、検察官の上訴等によって未確定の事件である。
| 事件名                   | 事件発生日     | 裁判経過（確定判決（年月日・裁判所）、上訴棄却年月日）                                                                                | 現況                                        |
| ------------------------ | -------------- | --- | ------------------------------------------- |
| 名張事件                 | 1961年3月28日  | 1969年9月10日 名古屋高裁 死刑判決 1972年6月15日 最高裁 上告棄却                                                                       | 第10次再審請求棄却 （2024年1月30日 最高裁） |
| マルヨ無線事件           | 1966年12月5日  | 1968年12月24日 福岡地裁 死刑判決 1970年11月12日 最高裁 上告棄却                                                                       | 第7次再審請求中 福岡地裁に係属              |
| 大崎事件                 | 1979年10月15日 | 1980年3月31日 鹿児島地裁 懲役10年ほか 1981年1月30日 最高裁 上告棄却                                                                   | 第4次再審請求棄却 （2025年2月25日 最高裁）  |
| 日野町事件               | 1984年12月28日 | 1995年6月30日 大津地裁 無期懲役 2000年9月27日 最高裁 上告棄却 2018年7月11日 大阪地裁 再審開始決定 2023年2月27日 大阪高裁 再審開始決定 | 第2次再審請求中 最高裁に係属                |
| 鶴見事件                 | 1988年6月20日  | 1995年9月7日 横浜地裁 死刑判決 2006年3月28日 最高裁 上告棄却                                                                          | 第3次再審請求中 東京高裁に係属              |
| 恵庭殺人事件             | 2000年3月16日  | 2003年3月26日 札幌地裁 懲役16年 2006年9月25日 最高裁 上告棄却                                                                         | 第2次再審請求棄却 （2021年4月12日 最高裁）  |
| 姫路郵便局強盗事件       | 2001年6月19日  | 2004年1月9日 神戸地裁（姫路支部） 懲役6年 2006年4月19日 最高裁 上告棄却                                                               | 第2次再審請求中 神戸地裁姫路支部に係属      |
| 豊川事件                 | 2002年7月28日  | 2004年3月29日 名古屋高裁 懲役17年 2008年9月30日 最高裁 上告棄却                                                                       | 第1次再審請求中 最高裁に係属                |
| 小石川事件               | 2002年8月1日   | 2004年3月29日 東京地裁 無期懲役 2005年6月17日 最高裁 上告棄却                                                                         | 第1次再審請求棄却 （2022年12月12日 最高裁） |
| 難波ビデオ店放火殺人事件 | 2008年10月1日  | 2009年12月2日 大阪地裁 死刑判決 2014年3月6日 最高裁 上告棄却                                                                          | 第2次再審請求中 大阪地裁に係属              |

## 再審中の事件
以下は、日本弁護士連合会が支援し、再審開始が確定し、現在再審中の事件である（再審開始決定順）。
| 事件名                | 事件発生日 | 裁判経過（確定判決（年月日・裁判所）、上訴棄却年月日、再審開始決定年月日） |
| --------------------- | ---------- | -------------------------------------------------------------------------- |
| 2025年8月1日以降 なし |            |                                                                            |

## 無罪が確定した事件
以下は、かつて日本弁護士連合会が支援し、無罪が確定した事件である（無罪確定順）。
| 事件名                 | 事件発生日     | 裁判経過 |
| ---------------------- | -------------- | --- |
| 吉田事件               | 1914年8月13日  | 1914年7月31日 名古屋控訴院 無期懲役 1963年2月28日 名古屋高裁 無罪判決                                                                                             |
| 弘前事件               | 1949年8月6日   | 1952年5月31日 仙台高裁 懲役15年 1977年2月15日 仙台高裁 無罪判決                                                                                                   |
| 加藤事件               | 1915年7月11日  | 1916年8月4日 広島控訴院 無期懲役 1977年7月7日 広島高裁 無罪判決                                                                                                   |
| 米谷事件               | 1952年2月25日  | 1952年12月5日 青森地裁 懲役10年 1978年7月31日 青森地裁 無罪判決                                                                                                   |
| 滝事件                 | 1950年5月20日  | 1953年6月13日 東京地判 懲役5年、無期懲役ほかの判決 1981年3月27日 東京地裁 懲役5年の部分のみ無罪判決                                                               |
| 免田事件               | 1948年12月29日 | 1950年3月23日 熊本地裁（八代支部） 死刑判決 1983年7月15日 熊本地裁（八代支部） 無罪判決                                                                           |
| 財田川事件             | 1950年2月28日  | 1952年2月20日 高松地裁（丸亀支部） 死刑判決 1984年3月12日 高松地裁 無罪判決                                                                                       |
| 松山事件               | 1955年10月18日 | 1957年10月29日 仙台地裁（古川支部） 死刑判決 1984年7月11日 仙台地裁 無罪判決                                                                                      |
| 徳島事件               | 1953年11月5日  | 1956年4月18日 徳島地裁 懲役13年 1985年7月9日 徳島地裁 無罪判決 |
| 梅田事件               | 1950年10月10日 | 1954年7月7日 釧路地裁（網走支部） 無期懲役 1986年8月27日 釧路地裁 無罪判決                                                                                        |
| 島田事件               | 1954年3月10日  | 1958年5月23日 静岡地裁 死刑判決 1989年1月31日 静岡地裁 無罪判決                                                                                                   |
| 榎井村事件             | 1946年8月21日  | 1948年11月9日 高松高裁 懲役15年 1994年3月22日 高松高裁 無罪判決                                                                                                   |
| 足利事件               | 1990年5月12日  | 1993年7月7日 宇都宮地裁 無期懲役 2010年3月26日 宇都宮地裁 無罪判決                                                                                                |
| 布川事件               | 1967年8月28日  | 1970年10月6日 水戸地裁（土浦支部） 無期懲役、懲役2年 2011年5月24日 水戸地裁（土浦支部） 無期懲役部分に対し無罪判決 （余罪については懲役2年（執行猶予3年）の判決） |
| 東電OL殺人事件         | 1997年3月19日  | 2000年4月14日 東京地裁 無罪判決 2000年12月22日 控訴審（東京高裁） 無期懲役 2003年10月20日 上告審（最高裁） 無期懲役 2012年11月7日 再審（東京高裁） 無罪判決       |
| 東住吉事件             | 1995年7月22日  | 1999年3月30日・5月18日 大阪地裁 無期懲役 2006年11月7日・12月11日 最高裁 上告棄却 2016年8月10日 再審（大阪地裁） 無罪判決                                          |
| 松橋事件               | 1985年1月6日   | 1986年12月22日 熊本地裁 懲役13年 2019年3月28日 熊本地裁 無罪判決                                                                                                  |
| 呼吸器事件             | 2003年5月22日  | 2005年11月29日 大津地裁 懲役12年 2007年5月21日 最高裁 上告棄却 2020年3月31日 再審（大津地裁）無罪判決                                                             |
| 袴田事件               | 1966年6月30日  | 1968年9月11日 静岡地裁 死刑判決 1980年11月19日 最高裁 上告棄却 2024年9月26日 再審（静岡地裁）無罪判決                                                             |
| 福井女子中学生殺人事件 | 1986年3月19日  | 1995年2月9日 名古屋高裁（金沢支部） 懲役7年 1997年11月12日 最高裁 上告棄却 2025年7月18日 再審（名古屋高裁 金沢支部） 無罪判決                                     |